# Vesting Luxemburg

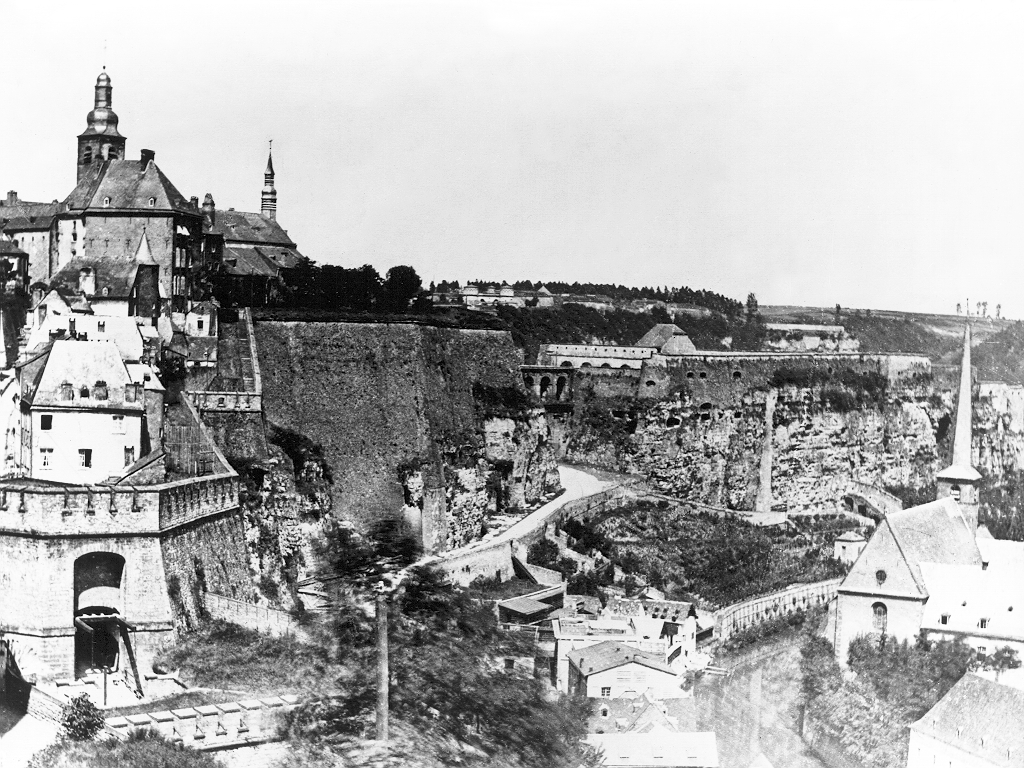
Vesting Luxemburg vóór de sloop in 1867.

Vesting Luxemburg (Luxemburgs: Festung Lëtzebuerg, Duits: Festung Luxemburg, Frans: Forteresse de Luxembourg) was een vesting ter verdediging van de groothertogelijke hoofdstad Luxemburg. Tijdens de Franse veldtocht in de Nederlanden ondervond de vesting een zeven maanden durend beleg van november 1794 tot juni 1795 voordat de stad zich moest overgeven. In 1830 deed het groothertogdom mee met de Belgische Revolutie, maar het Pruisische garnizoen in de citadel voorkwam dat dit ook in de hoofdstad zo was. Uiteindelijk zou het groothertogdom na negen jaar Belgisch bestuur worden opgesplitst langs taalkundige lijnen. Op het Congres van Londen (1867) werd bepaald dat de vesting moest worden afgebroken naar aanleiding van de Luxemburgse kwestie. De kazematten zijn echter intact gebleven tot op de dag van vandaag. De restanten van de Vesting Luxemburg zijn door de Unesco erkend als werelderfgoed. 